# 代镇
代镇（法語：Daix，法語發音：[dɛ]）是法国科多尔省的一个市镇，位于该省东部，省会第戎市区西北，属于第戎区。

## 地理
代镇（47°21'7"N, 4°59'56"E）面积11.8 平方千米，位于法国勃艮第-弗朗什-孔泰大區科多尔省，该省份为法国中东部省份，北起奥布省，西接涅夫勒省和约讷省，南至索恩-卢瓦尔省，东南接汝拉省，东临上索恩省，东北部与上马恩省接壤。
与代镇接壤的市镇（或旧市镇、城区）包括：达鲁瓦、塔朗、普隆比耶尔莱第戎、普勒努瓦、阿于、方丹莱第戎、欧特维尔莱第戎。
代镇的时区为UTC+01:00、UTC+02:00（夏令时）。

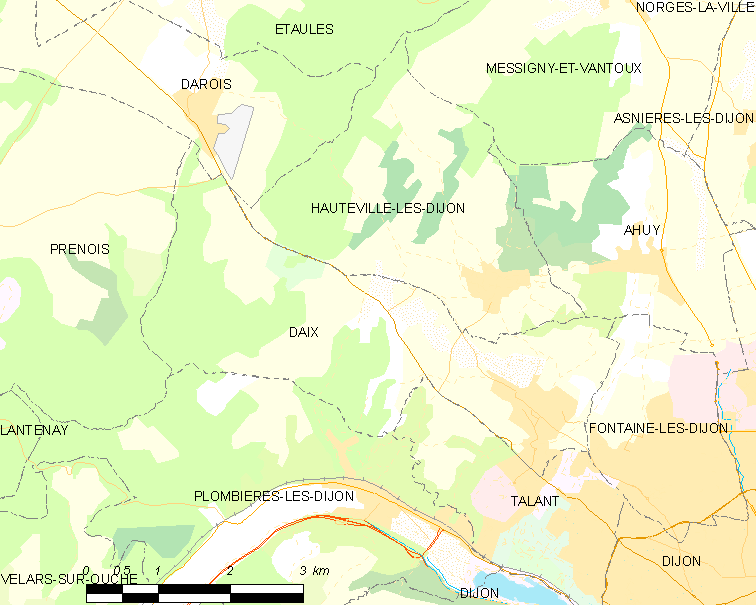
代镇的OSM定位图

## 行政
代镇的邮政编码为21121，INSEE市镇编码为21223。

## 政治
代镇所属的省级选区为方丹莱第戎县。

## 交通
科多尔省省道D107线和D971线经过境内。

## 人口

1962-2008年间代镇人口变化图示

代镇于2022年1月1日时的人口数量为1520人。